# Izabelin Studio
Izabelin Studio – zespół obejmujący trzy studia nagrań (produkcyjne i postprodukcyjne), zlokalizowane pierwotnie w Izabelinie pod Warszawą. 

## Charakterystyka
Studio A i B zlokalizowane jest w Izabelinie B przy ul. Rzędziana, Studio C w Łomiankach-Dąbrowie przy ul. Łyżwiarskiej.
Przedsiębiorstwo realizuje także nagrania koncertowe, przygotowując materiał do wydań CD i DVD. Współpracuje z firmami specjalizującymi się w organizacji koncertów oraz instalacji oświetlenia czy efektów pirotechnicznych, współtworząc widowiska telewizyjne i teatralne. Rejestruje głównie muzykę rockową, także pop i inne gatunki. Z usług studia korzystały liczne polskie zespoły i soliści, m.in. Kat, Perfect, Big Day, Hey, Acid Drinkers, Edyta Bartosiewicz, Kasia Kowalska, Closterkeller, Wilki, Ich Troje, Urszula, Róże Europy, Tomasz Stańko, Voo Voo, Pandemonium, Elektryczne Gitary, Ziyo, Dead Infection, Sanah i inni. 

## Wytwórnia
Izabelin Studio – niezależna wytwórnia muzyczna, powstała w 1990 roku w Izabelinie. Nakładem oficyny ukazały się m.in. nagrania takich wykonawców jak: Armia, Big Day, Brygada Kryzys, Closterkeller, Dezerter, Edyta Bartosiewicz, Hey, Houk, Kasia Kowalska, Kobong, Kolaboranci, Sweet Noise oraz Ziyo. Prowadzona przez tandem Andrzej Puczyński i Katarzyna Kanclerz wytwórnia, na początku lat 90. uchodziła za jedną z najbardziej wpływowych w Polsce.
W 1994 roku wytwórnię odkupił koncern PolyGram. Po 1998 roku prawa do katalogu Izabelin Studio przejęła firma Universal Music Polska.